# عکاسی جنگ

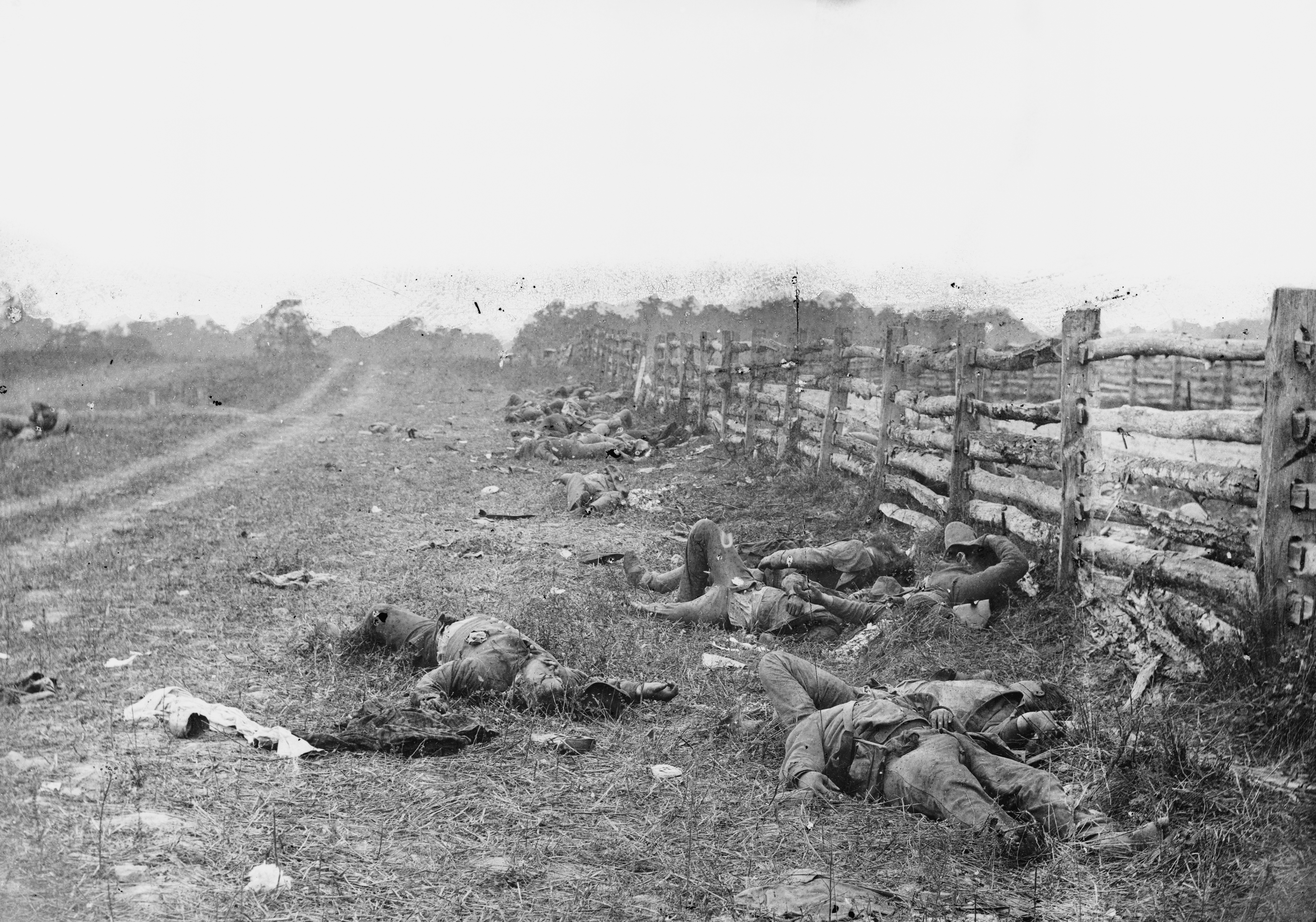
جنگ داخلی آمریکا، ۱۸۶۲ میلادی، عکس اثر الکساندر گاردنر

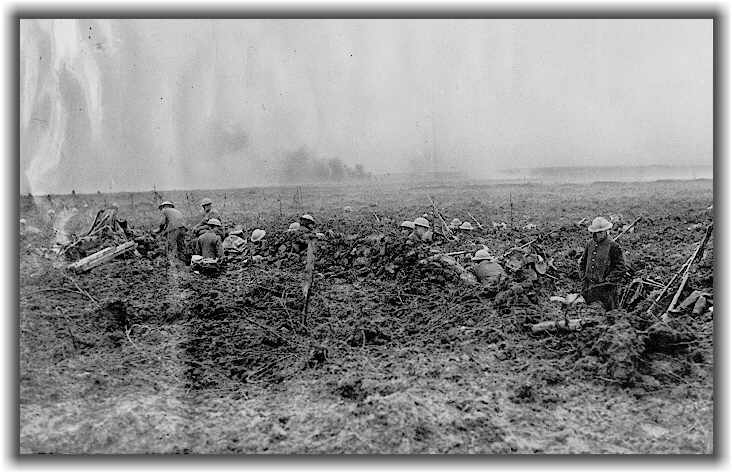
نبرد ویمی‌ریج، ۱۹۱۷

کشته شدن یک تیرانداز شورشی، ۱۸۶۳، توسط الکساندر گاردنر

عکاسی جنگ شاخه‌ای از عکاسی‌ است که به ثبت تصاویر از درگیری‌های مسلحانه و زندگی در مناطق جنگ‌زده می‌پردازد. عکاسی جنگ به مردم کمک می‌کند تا عمق یک فاجعهٔ جنگی را که از طریق نوشتار قابل انتقال نیست درک کنند.

## تاریخچه
جنگ‌های داخلی آمریکا نقطهٔ شروع عکاسی جنگ بود. در این عکس‌ها چهرهٔ خشن و بی‌پرده‌ای از زشتی‌های این جنگ داخلی برای مردم فاش شد. در واقع مردمی که جنگ داخلی را اقدامی شرافتمندانه به حساب می‌آوردند با دیدن تصاویری از واقعیت‌های این جنگ شوکه شدند.
به علت حساسیت‌های نظامی و استراتژیک، اجازهٔ تصویربرداری چندانی در جنگ جهانی اول به عکاسان داده نشد، هر چند عکاسی از پیکارهای مبارزاتی، سال‌ها پیش از این جنگ آغاز شده بود.
عکس‌های جنگی در طول جنگ جهانی دوم بیشتر ترغیب‌کنندهٔ روحیهٔ میهن‌پرستی و افشاکنندهٔ بی‌عدالتی‌های اجتماعی بود. اما عکس‌های تکان‌دهنده از فاجعه‌های جنگ ویتنام باعث ایجاد روحیه و تفکرات ضد جنگ در مردم شد.

## سوژه‌های عکاسی
سوژه‌های عکاسی جنگ می‌توانند خارج از محدودهٔ جبههٔ یک جنگ نیز باشند. ثبت تصاویر ویرانه‌های به‌جامانده از جنگ و لطمات انسانی نیز در حوزهٔ همین عکاسی قرار دارد. در واقع هدف اصلی عکاسی جنگ، به‌تصویر کشیدن چهرهٔ انسانی است که به هر شکل درگیر این نزاع و درگیری است؛ خواه یک سرباز خسته باشد خواه یک کودک غمگین.
همانطور که تاریخ نشان داده است، عکاسی جنگ تاثیر زیادی در افکار عمومی دارد و ممکن است مانند مثال جنگ ویتنام، مردم را در مقابل سیاست کشور قرار داده و حتی دولتمردان را مجبور به توقف جنگ کنند.

## نگارخانه

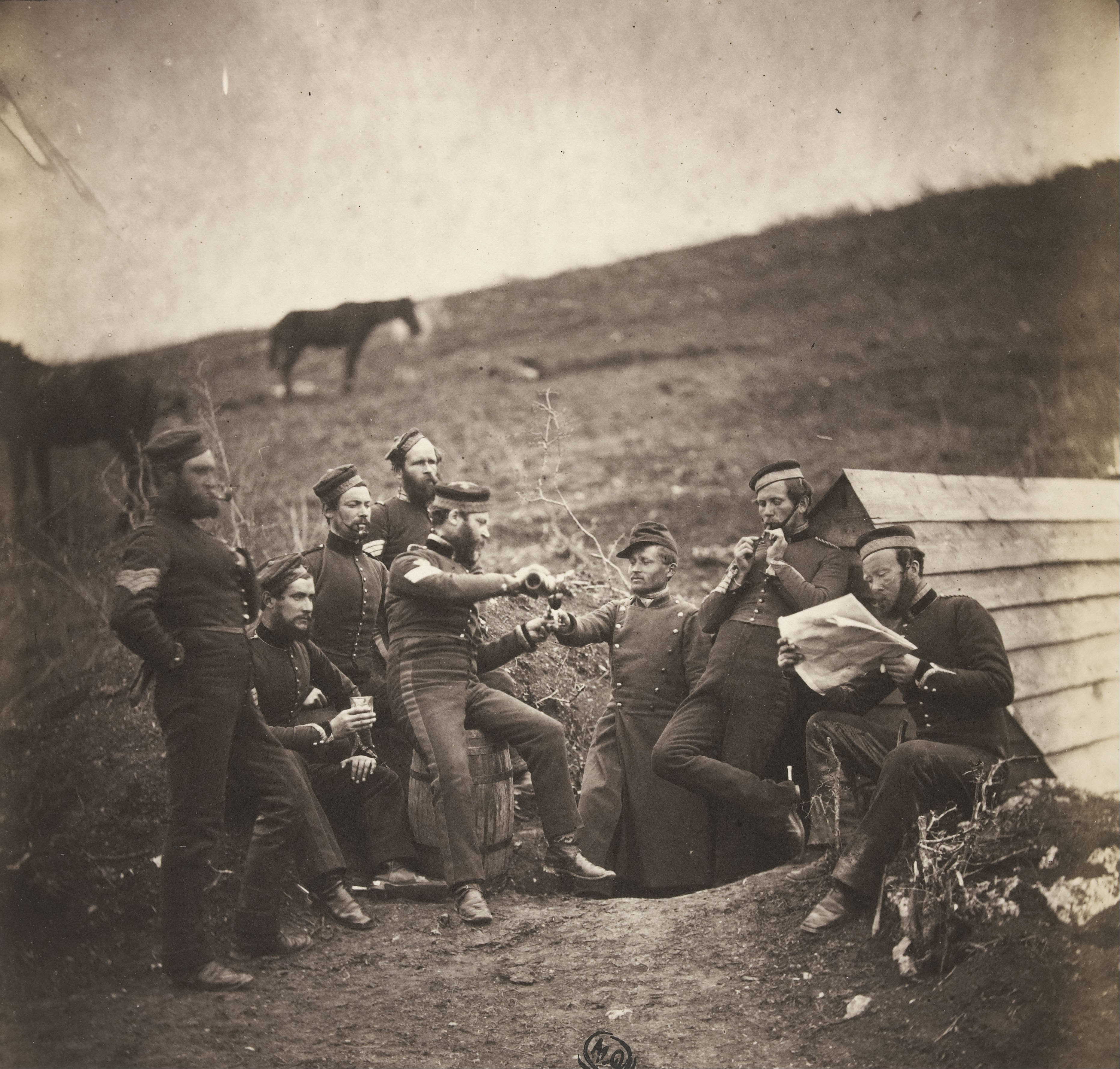
راجر فنتون یکی از اولین عکاسان جنگ بود. او تصاویری از جنگ کریمه (۱۸۵۳-۱۸۵۶) گرفت.
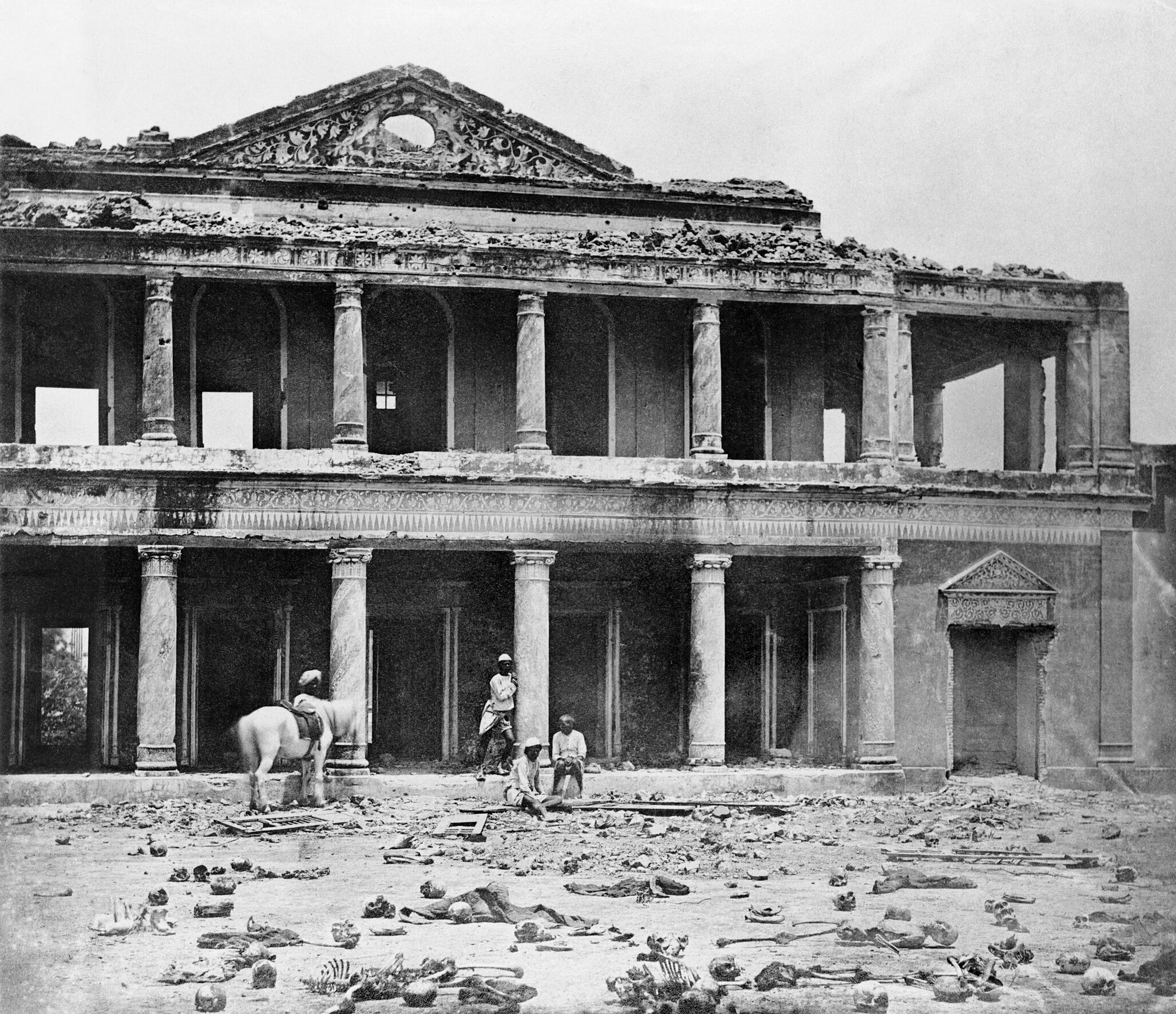
ویرانه‌های سیکندر باغ، ۱۸۵۸، اثر فلیچ بیتو
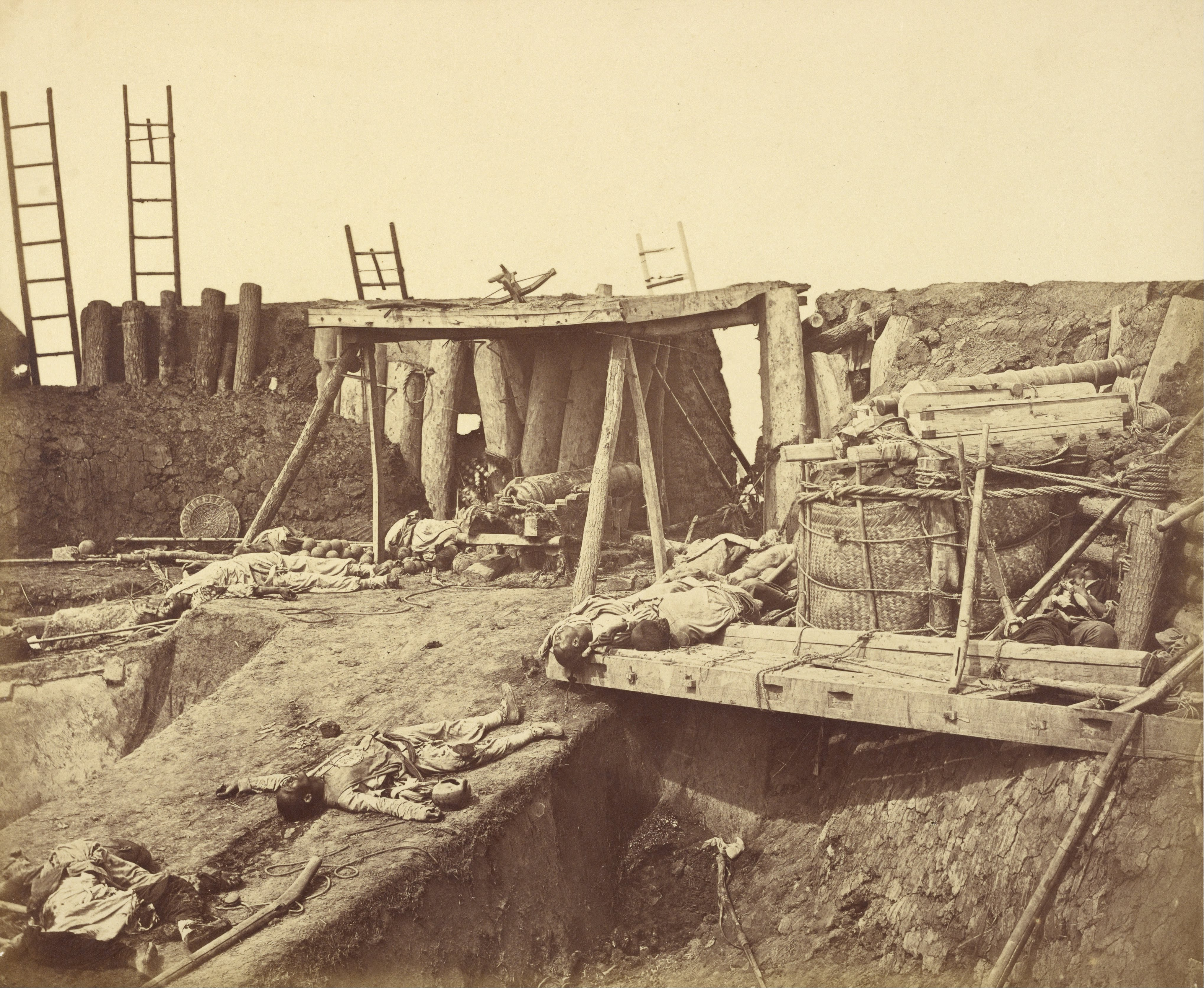
فضای داخلی فورت تاکو، ۱۸۶۰، اثر فلیچ بیتو
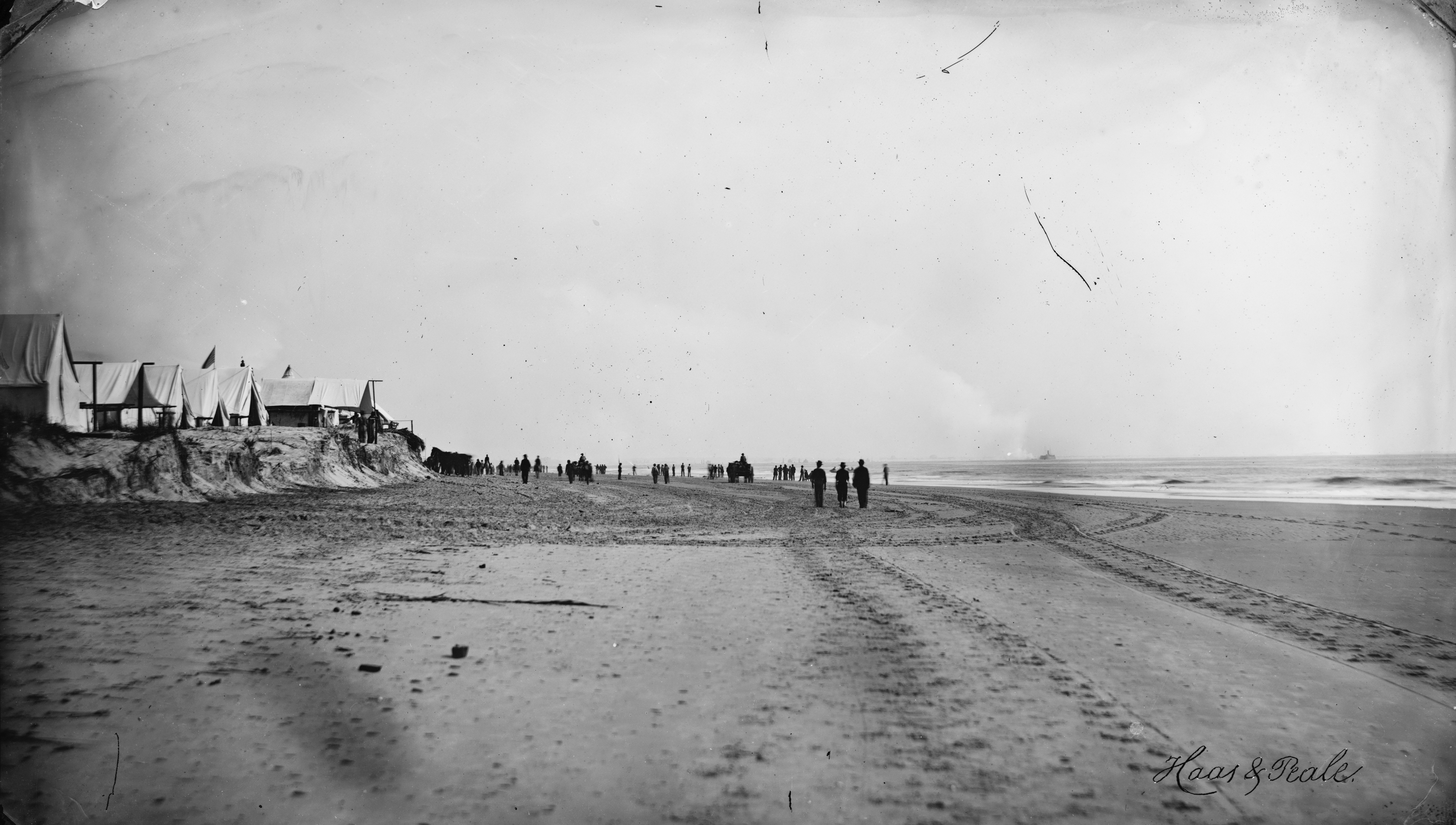
یو اس اس نیو آیرونزایدز و پنج کشتی جنگی کلاس مانیتور که با فورتز واگنر و گرگ در بندر چارلستون درگیر می‌شوند.
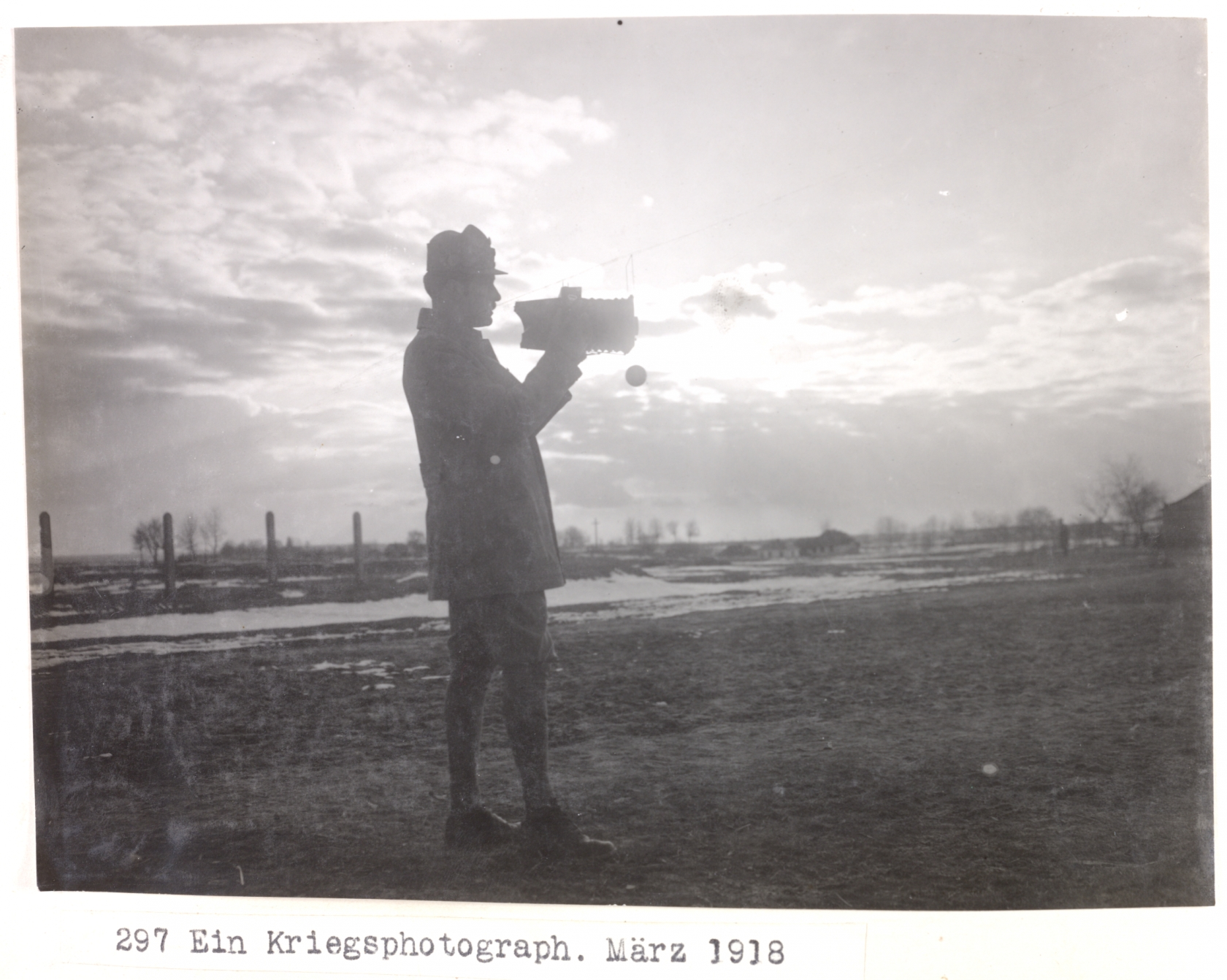
عکاس جنگ اتریشی؛ اطراف ولودیمیر در حدود سال ۱۹۱۸
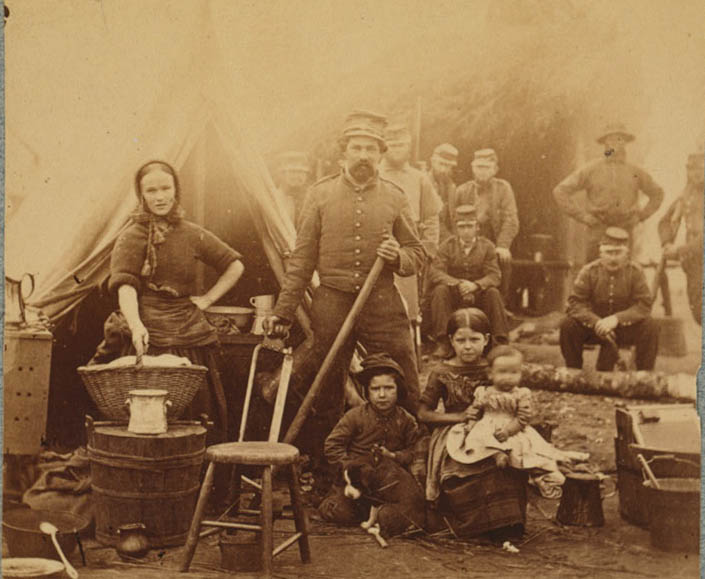
متیو بردی، پیاده نظام شمالی با خانواده در اردوگاه نزدیک واشنگتن دی سی، ۱۸۶۲
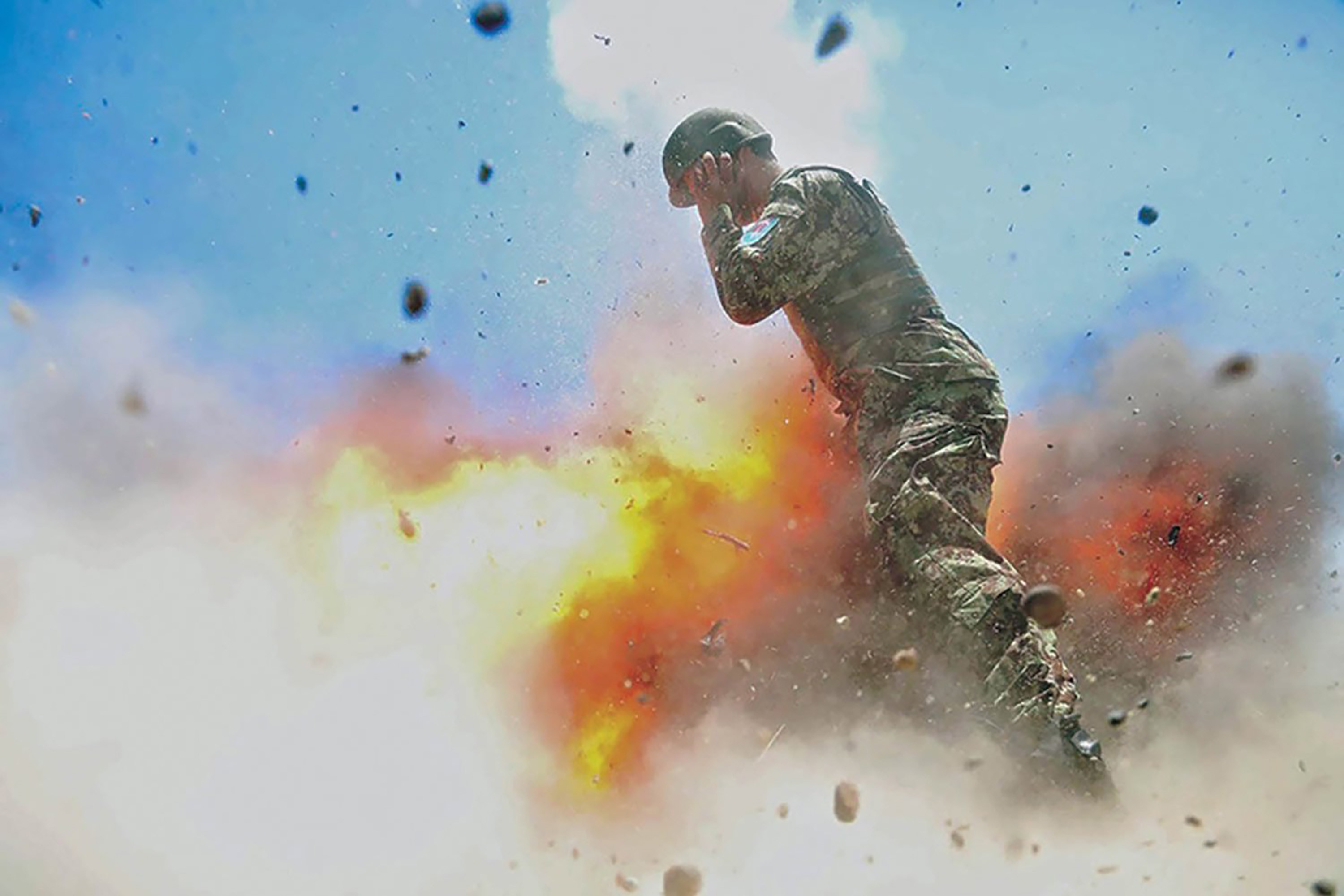
در سال ۲۰۱۳، هیلدا کلیتون، عکاس جنگی آمریکایی، شلیک نادرست یک خمپاره را در افغانستان ثبت کرد که منجر به مرگ او شد. این رویداد نمونه‌ای از خطراتی است که خبرنگاران جنگی در معرض آن قرار دارند.
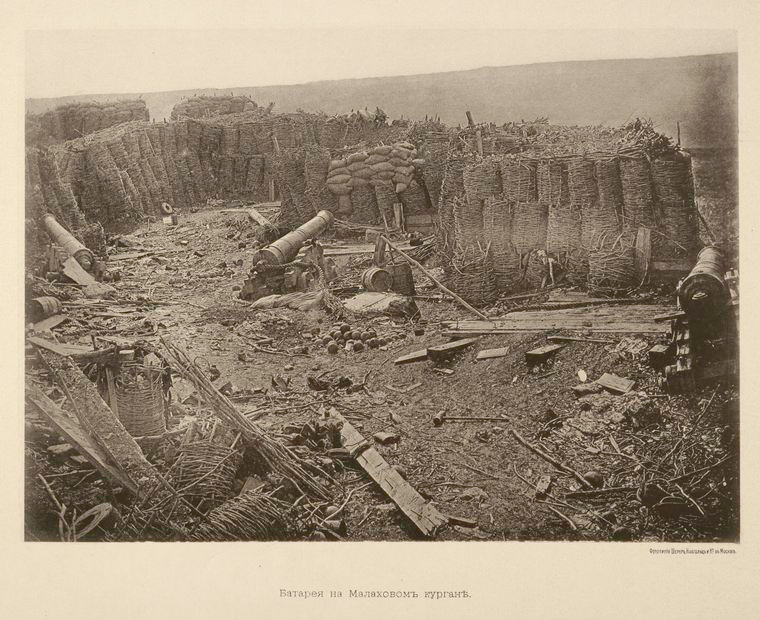
تخریب موقعیت توپخانه در جنگ کریمه
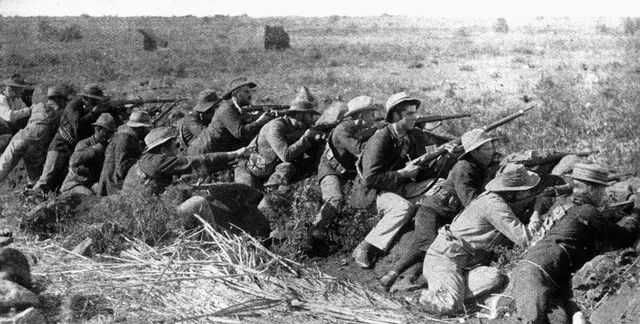
بوئرها در یک سنگر که شهر مافکینگ تحت اشغال بریتانیا را در حدود سال ۱۸۹۹ محاصره کرده است.
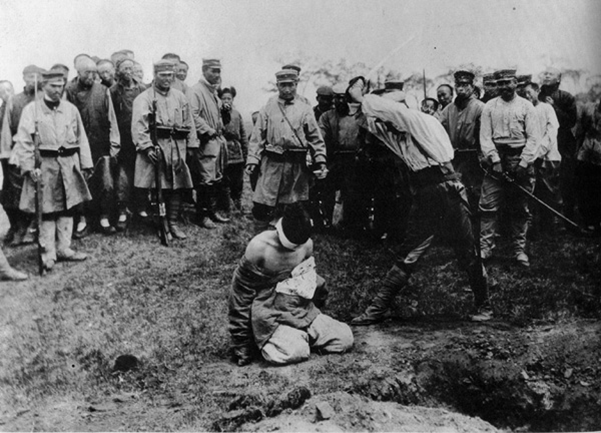
سر بریدن یک مظنون به جاسوسی توسط سربازان ژاپنی، کای یوان، لیائونینگ، چین، ۱۹۰۵
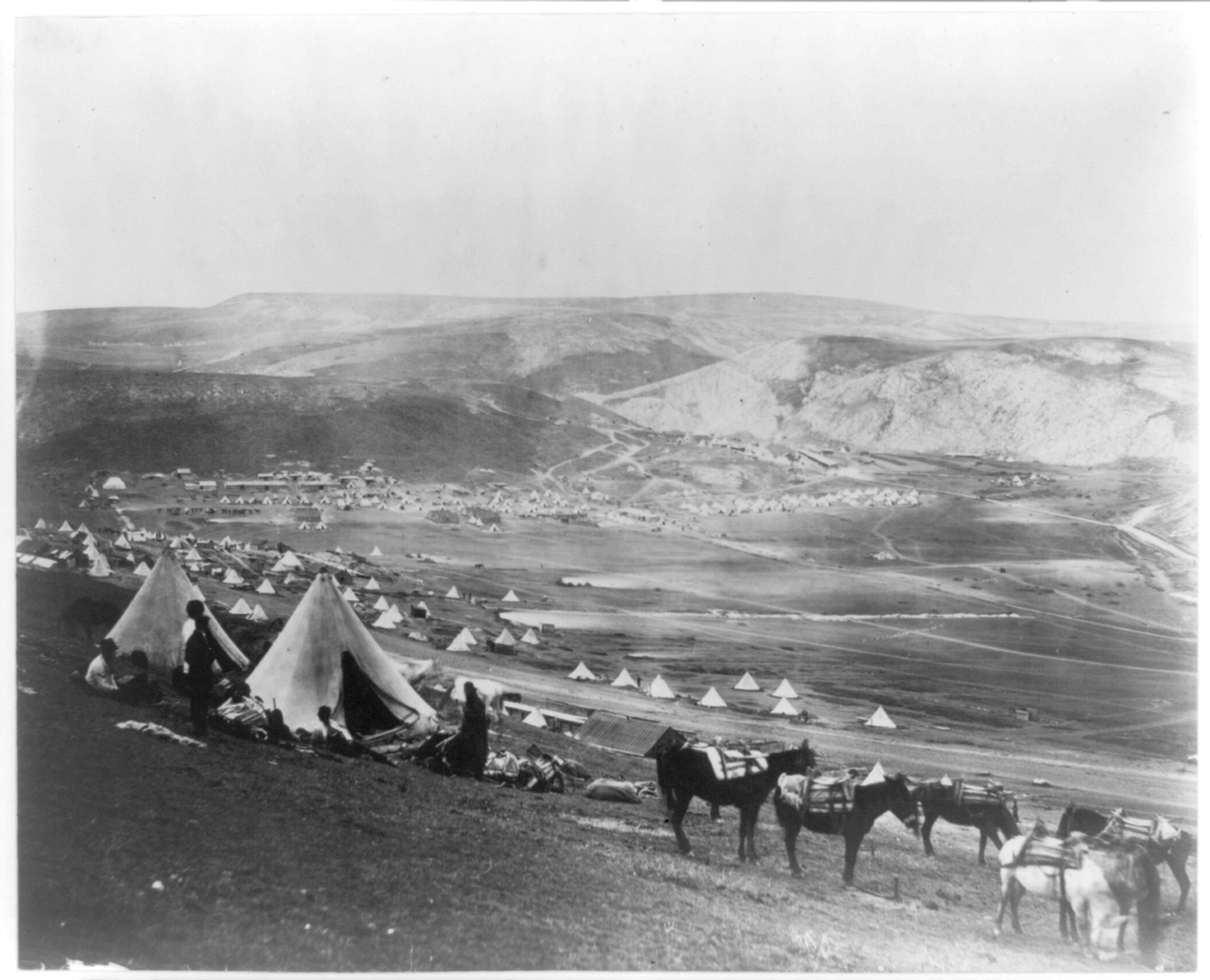
جنگ کریمه: اردوگاه کالواری، نزدیک بالاکلاوا . عکس از راجر فنتون.
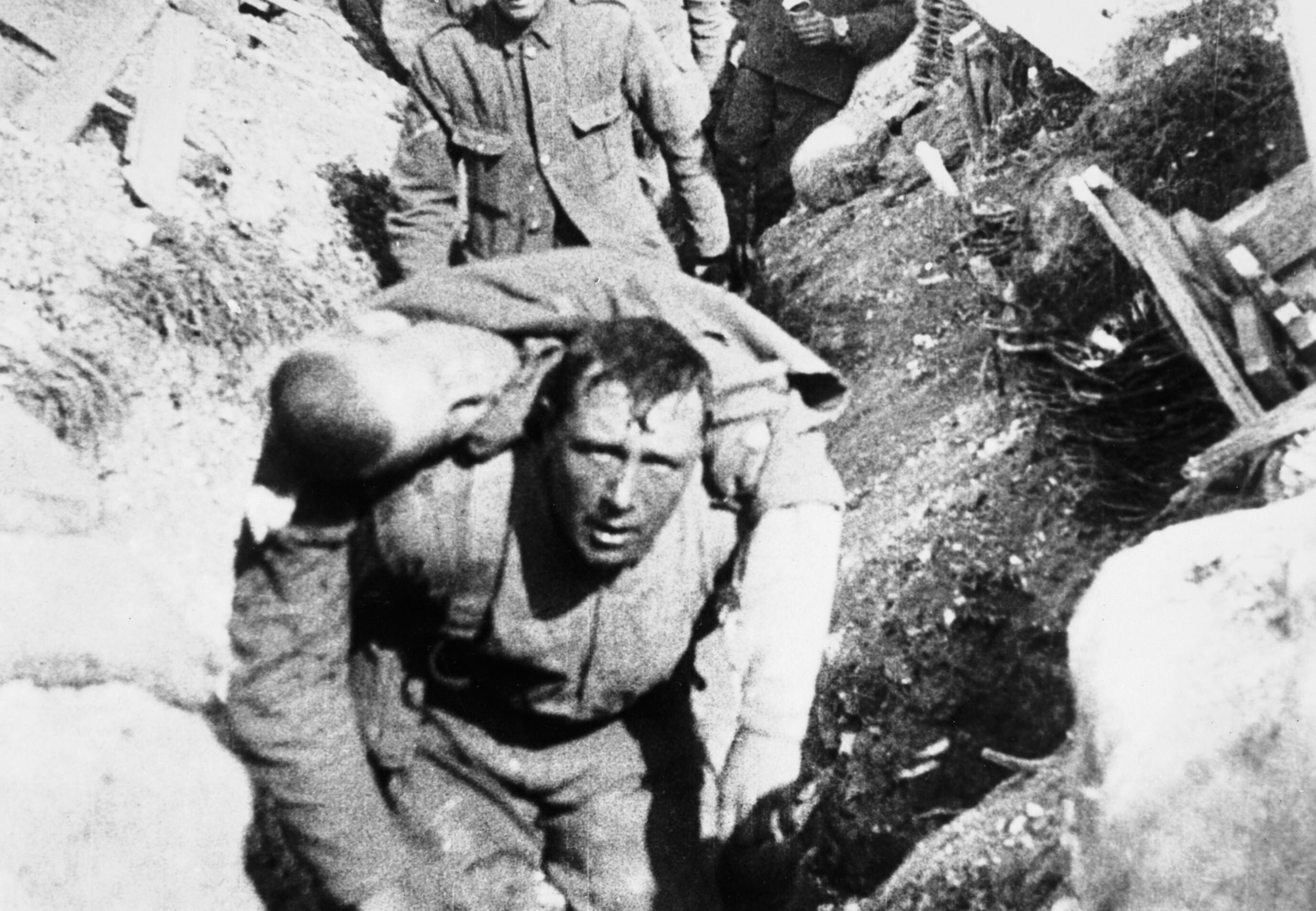
سرباز بریتانیایی در حال نجات یک رفیق زیر شلیک گلوله. (این مرد ۳۰ دقیقه پس از رسیدن به سنگر درگذشت)، جفری مالینز، ۱۹۱۶.
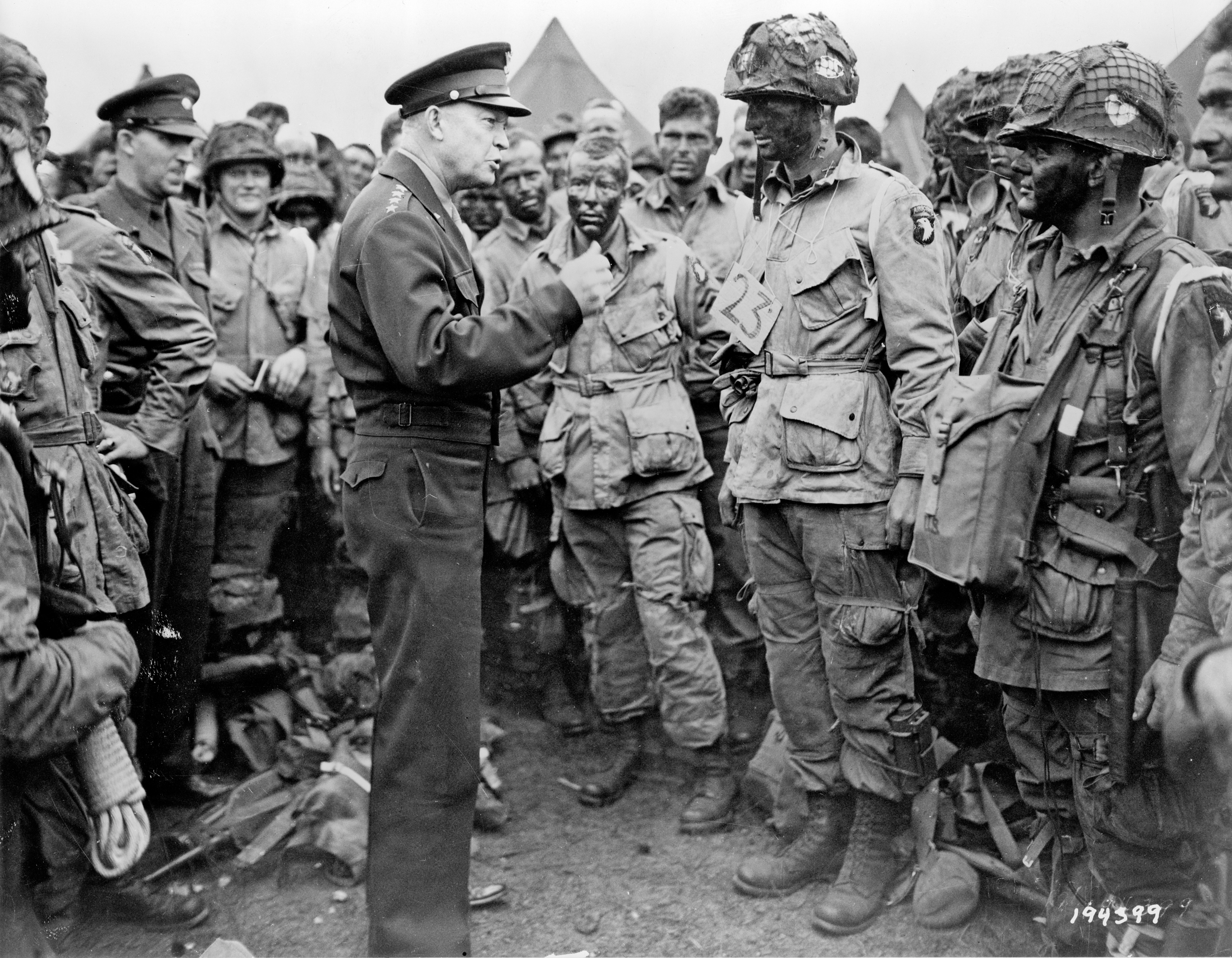
آیزنهاور دستورات نهایی خود را یک روز قبل از فرود در دی-دئی به سربازانش می‌دهد.
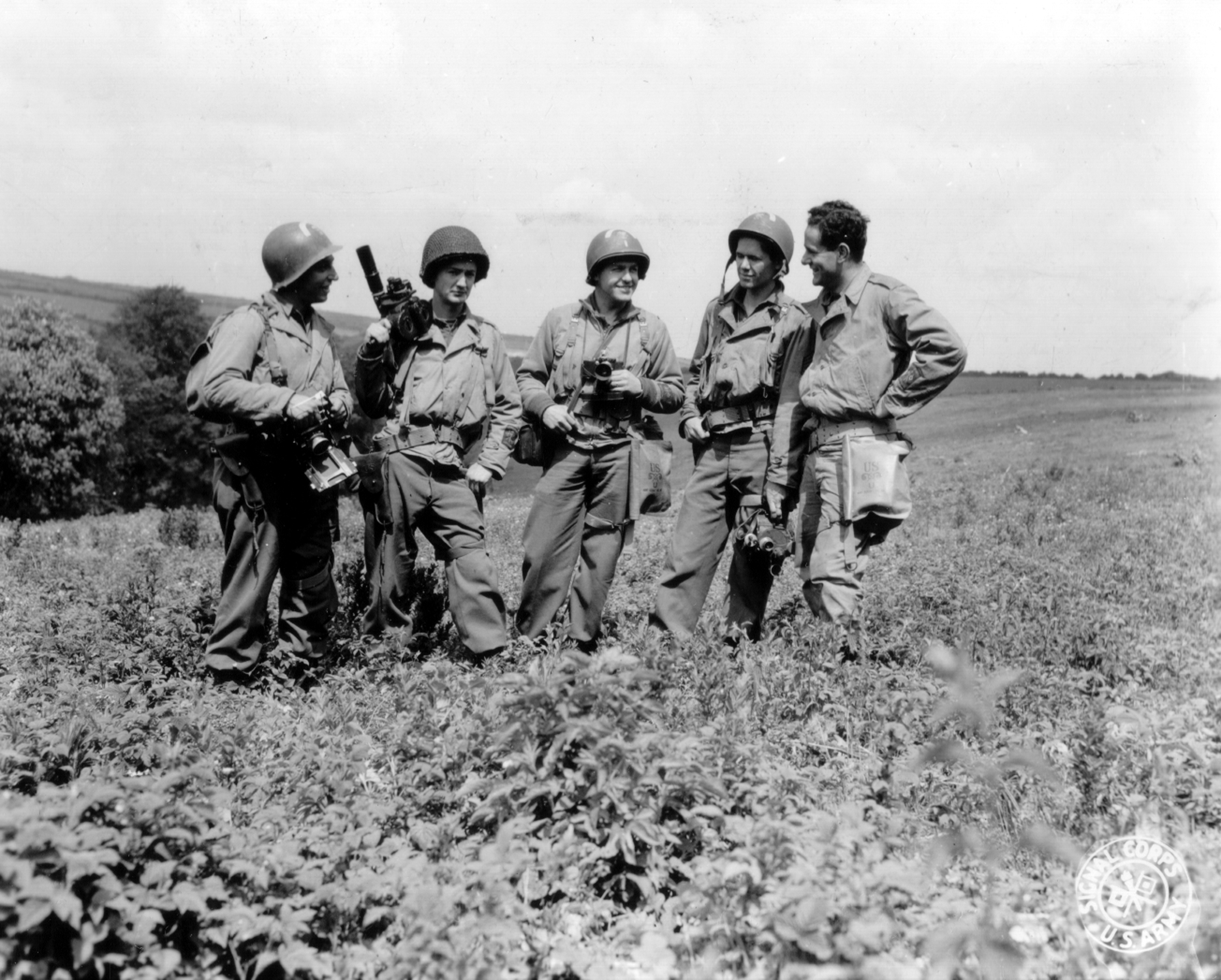
عکاسان و فیلمبرداران جنگ در نبرد نرماندی.
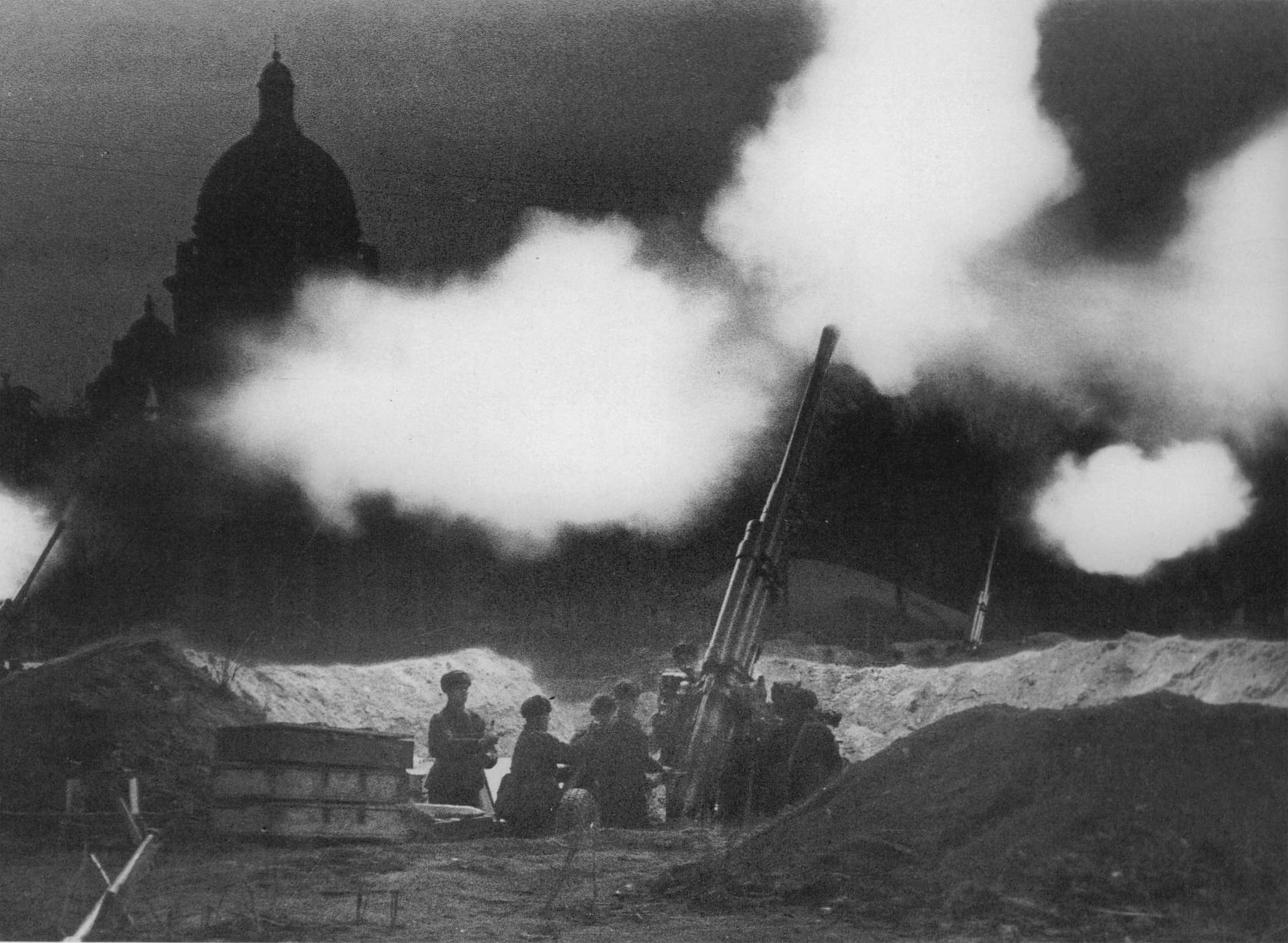
عکس شلیک توپ در سال ۱۹۴۱
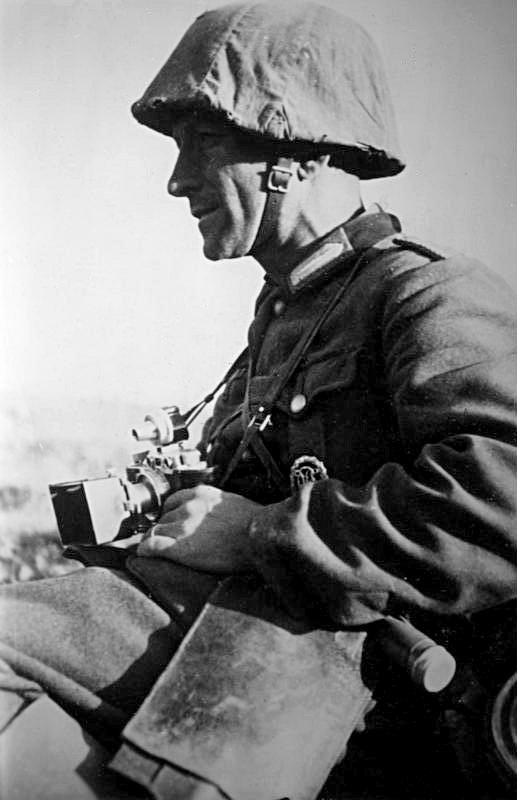
عکس جنگی، ورماخت آلمان در جبهه شرقی در سال ۱۹۴۱
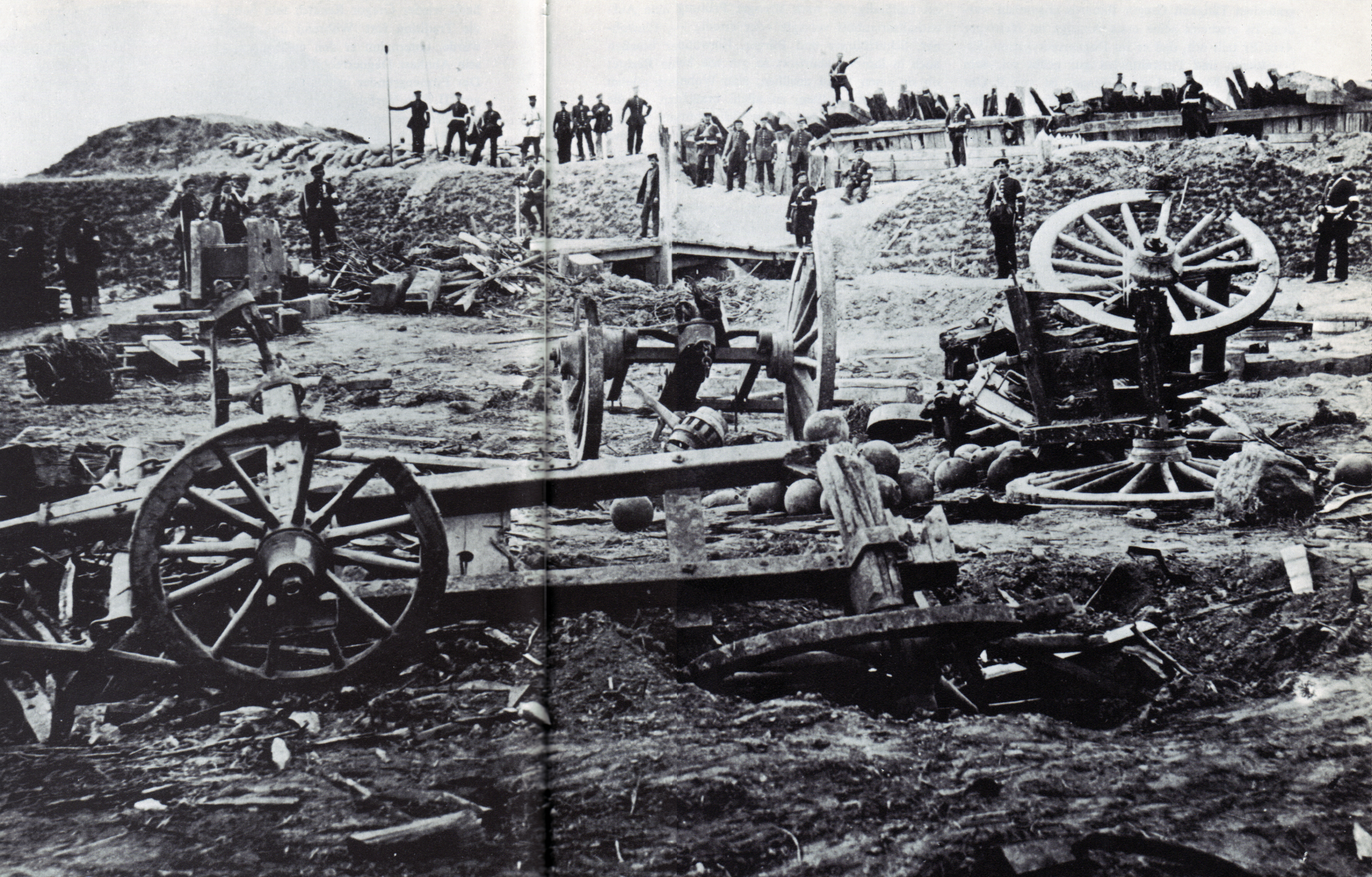
فردریش برانت: نبرد دوپلر شنزن، عکس روز بعد از نبرد، آلبوم دوپل، ۱۸۶۴
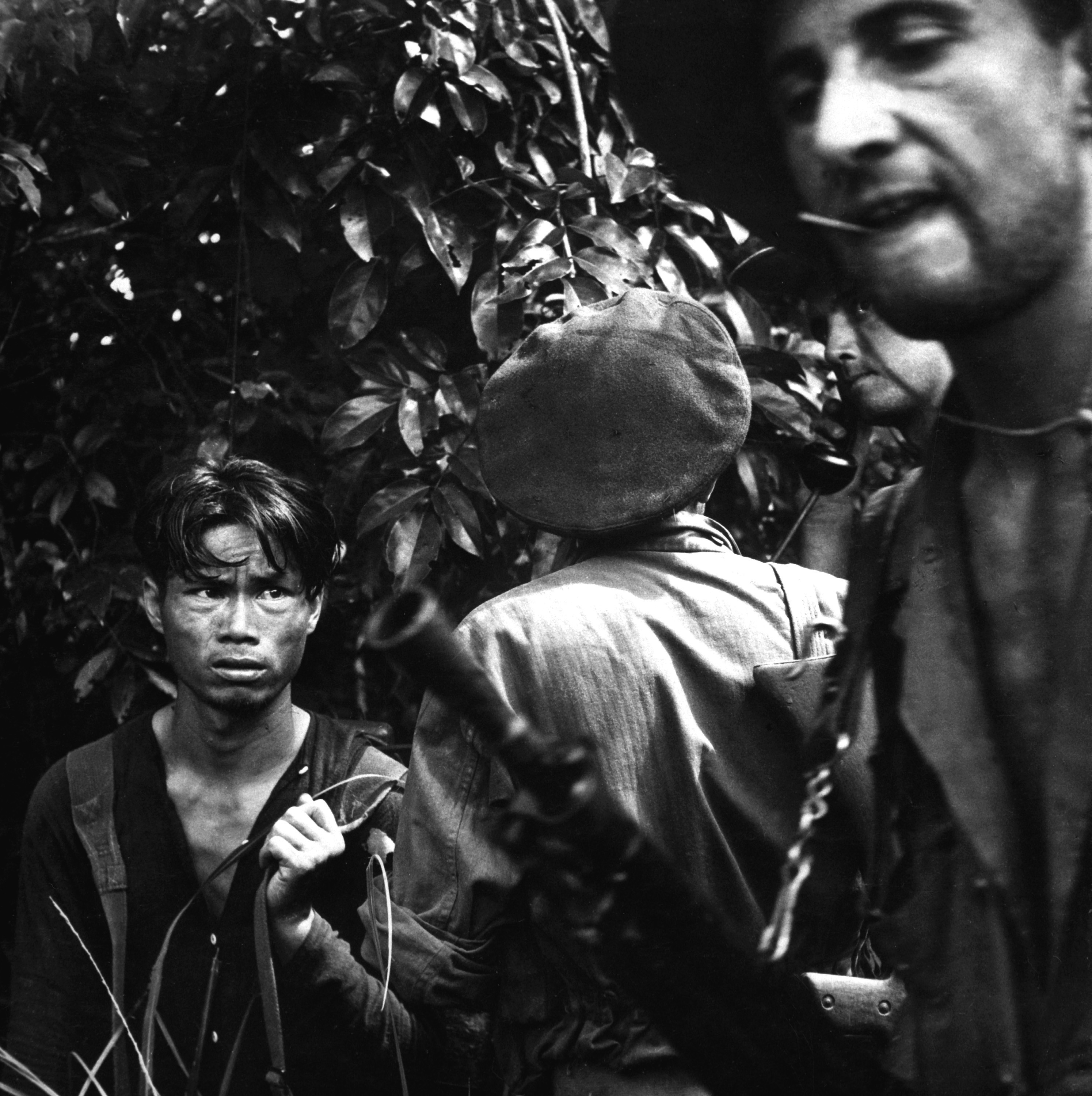
لژیون خارجی فرانسه در جنگ هندوچین، ۱۹۵۴
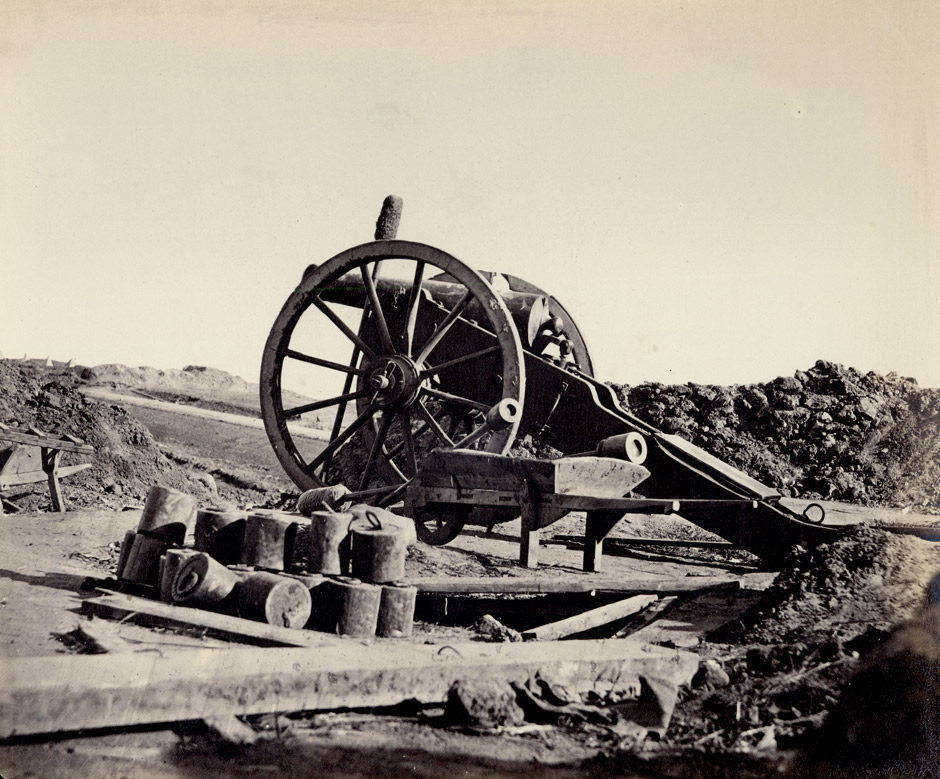
فردریش برانت: آلبوم دوپل، ۱۸۶۴